# أنتروبوفو (كوستروما)
أنتروبوفو (بالروسية: Антропово) هي مدينة في مقاطعة كوستروما أوبلاست في روسيا.